# Recoules-d'Aubrac
Recoules-d'Aubrac este o comună în departamentul Lozère din sudul Franței. În 2009 avea o populație de 237 de locuitori.

## Evoluția populației
| An        | 1975 | 1982 | 1990 | 1999 | 2006 | 2009 |
| --------- | ---- | ---- | ---- | ---- | ---- | ---- |
| Populație | 301  | 281  | 284  | 272  | 255  | 237  |